# Winfried Otto Schumann

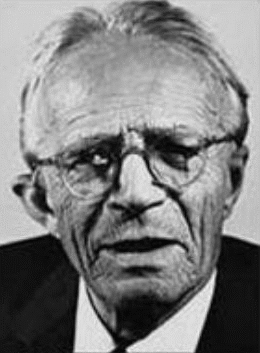
Winfried Otto Schumann (1974)

Winfried Otto Schumann (20 mei 1888 - 22 september 1974) was een Duitse natuurkundige die de Schumann-resonanties voorspelde, een reeks laagfrequente resonanties veroorzaakt door bliksemontladingen in de atmosfeer.